# 托尔斯滕·施潘内贝格
托尔斯滕·施潘内贝格（德語：Torsten Spanneberg，1975年4月13日—），德国男子游泳运动员。他曾代表德国参加2000年和2004年夏季奥林匹克运动会游泳比赛，其中2000年奥运会获得一枚铜牌。